# Han Wendi
Han Wendi (文帝) (v. 203 av. J.-C. – 6 juillet 157 av. J.-C.) est le cinquième empereur chinois de la dynastie Han de 179 av. J.-C. au 6 juillet 157 av. J.-C. Son nom personnel est Liu Heng (劉恆). Il est le fils de l'empereur Han Gaozu et de la concubine Dame Bo.

## Biographie

### Époque antérieure à son accès au trône, prince de Dai
En 196 av. J.-C., l'empereur Gaozu créa la principauté de Dai (代國) et l'attribua à son fils Liu Heng avec le titre de prince de Dai (代王). La capitale était JinYang (晉陽, actuel  Taiyuan, Shanxi). 
Après la mort de l'empereur Gaozu et pendant les 15 ans de règne de l'impératrice douairière Lü Zhi, le prince de Dai, homme prudent, demeura loin des intrigues de cour.

### Accession au trône
En 180 av. J.-C., l'impératrice douairière Lü mourut, et les dignitaires restés fidèles à la famille Liu réussirent à éliminer le clan Lü qui accaparait le pouvoir. Ils délibérèrent pour le choix du nouvel empereur parmi les descendants de Gaozu. Finalement, leur choix se porta sur le prince Dai pour plusieurs raisons : c'était le plus âgé des fils encore en vie de Gaozu, il avait la réputation d'un prince vertueux et paisible, et, ce qui était très important, sa mère, Dame Bo, étant d'origine humble, on ne comptait personne dans son clan qui pourrait un jour devenir une menace pour le trône.
Après quelques hésitations, le prince de Dai, alors âgé de 23 ans, accepta l'offre et accéda au trône sous le nom de Wendi.

### Règne
Les premiers empereurs de Han pratiquent le wuwei (無为 non-intervention) dans l'art de gouverner. Le règne de Wendi et celui de son fils Han Jingdi sont considérés par les historiens comme une période de paix, de prospérité et de justice (règnes de Wen et de Jing 文景之冶). 
Durant son règne, il y eut plusieurs manifestations d'indépendance de grands féodaux, particulièrement en 177 av. J.-C., mais Wendi réussit chaque fois à ramener la paix sans utiliser la violence.
Wendi meurt en 157 av. J.-C. Sa sépulture se trouve sous la montagne Baling, dans laquelle un tunnel fut percé. Toutefois, des recherches plus récentes placent celle-ci sur le site funéraire de Jiangcun. Cette dernière contenait le squelette d'un Panda géant vraisemblablement sacrifié lors des funérailles, avec de nombreux autres animaux rares.
Son fils Han Jingdi lui succéda.